# Parafia św. Franciszka z Asyżu w Mińsku
Parafia św. Franciszka z Asyżu w Mińsku – rzymskokatolicka parafia znajdująca się w archidiecezja mińsko-mohylewskiej, w dekanacie Mińsk-Wschód, na Białorusi. Parafię prowadzą Kapucyni. Obejmuje granicami dzielnicę Urucze.

## Historia
W 1992 r. zarejestrowano parafię św. Józefa. W 2004 r. została przerejestrowana i otrzymała wezwanie św. Franciszka z Asyżu. W 2007 r. określono granice parafii, obejmujące mikrorejon Urucze 4, 5, 6 oraz ul. Uruczską. Początkowo nabożeństwa odbywały się w kaplicy w prywatnym domu w rejonie ul. Bogdanowicza, Chałturina i Bazisnej, następnie w kościele Najświętszej Trójcy (św. Rocha) w Mińsku. W lecie 2008 r. Msze Święte odprawiane były również w sali administracyjnej ŻEU 107, przy ul. Ostroszyckiej 7.
W 2014 r. zakończono prace nad projektem kościoła i klasztoru Kapucynów oraz wydzieleniem placu kościelnego i w październiku 2014 rozpoczęto budowę. Obiekt znajduje się przy ul. Awiacyjnej 4 na przedmieściach Mińska, w pobliżu cmentarza we wsi Kopiszcze oraz lądowiska w Borowej. 17 września 2015 r. abp Tadeusz Kondrusiewicz poświęcił kamień węgielny pod budowę świątyni.

## Obecnie
Przy parafii istnieje Franciszkański Zakon Świeckich oraz wspólnota młodzieżowa Emaus.

## Obszar parafii
Parafia obejmuje zasięgiem mikrorejon Uruczcza, jej granice stanowią miejska obwodnica oraz prospekt Niepodległości. Terytorium parafii obejmuje ulice: Gintowta, Ostroszycką, Garadziecką, Łożyńską, Uruczską, Szafarniańską oraz wsie Kopiszcze i Walerjanowo.

## Proboszczowie parafii
| imię i nazwisko                              | daty urzędowania |
| -------------------------------------------- | ---------------- |
| o. Anatol Jaroszka OFMCap                    | 1992 -           |
| o. Oleg Szenda OFMCap (administrator)        |                  |
| o. Ariusz Małyska OFMCap                     | 2015 – 2016      |
| o. Oleg Wojciechowicz OFMCap (administrator) | 2016 -           |